# 索羅基 (科洛梅亞區)
48°36′55″N 25°21′43″E / 48.61528°N 25.36194°E
索羅基（烏克蘭語：Сороки），是烏克蘭的村落，位於該國西部伊萬諾-弗蘭科夫斯克州，由科洛梅亚区負責管轄，始建於1556年，面積13.25平方公里，2001年人口1,027，人口密度每平方公里77.5人。